# Хабаровський державний інститут мистецтв і культури
Хабаровський державний інститут мистецтв і культури (рос. Хабаровский государственный институт искусств и культуры) — вищий навчальний заклад у Хабаровську, заснований 1968 року.
Інститут має лише три факультети — театральний, музично-педагогічний і Факультет соціально-культурної і інформаційної діяльності.